# Saga

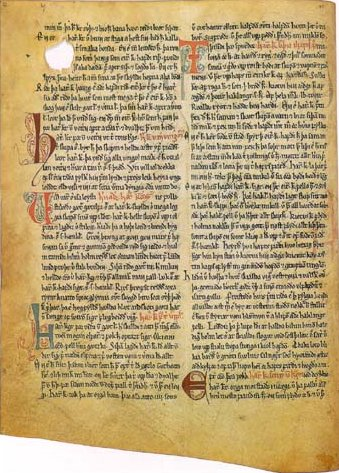
O pagină a copiei lui Eggertson din Heimskringla

Saga sunt texte epice care sunt precursoare ale romanului din Epoca modernă, scrise în Evul Mediu în Islanda (în principal) și Norvegia.

## Etimologia cuvântului 'saga'
Termenul „saga” (în limba română, substantiv feminin invariabil; în islandeză posedă plural: sögur), care în islandeza veche înseamnă „povestire”, „istorie”, „declarație”, „vorbire”, desemnează o specie literară diferită de cea numită de termenul german „Sage”, deși cei doi termeni sunt înrudiți etimologic.
Dacă legendele eroice sunt opere de mici dimensiuni ce tratează fapte ale unor protagoniști mitologici anistorici (eroi, zei, ființe supranaturale), având un număr redus de personaje și o scenografie restrânsă, saga ating în unele cazuri dimensiuni impresionante și tratează evenimente desfășurate de-a lungul mai multor generații și în decoruri răspândite în mai multe țări, cu precădere însă în Islanda. Unele saga au un număr considerabil de personaje care sunt inspirate adesea din viața unor persoane a căror existență istorică a fost atestată documentar. Saga poartă o amprentă mai puternică a concretului cotidian, este mai realistă și tipizează mai puțin decât legendele eroice. Dacă în cântecele eroice medievale întâlnim tipuri (eroul curajos și lașul, soția iubitoare sau certăreață, prietenul fidel sau trădătorul), în saga întâlnim oameni asemănători cu cei din viața reală.
O parte din diferențele dintre saga și cântecele eroice rezultă din faptul că saga sunt opere în proză, în timp ce cântecele eroice sunt compoziții în versuri. Diferențele dintre cele două genuri literare sunt condiționate și de plasarea lor în aria culturii orale, respectiv a celei scrise. Spre deosebire de poezia scalzilor sau de cântecele eddice, care au fost transmise de-a lungul secolelor pe cale orală, cele mai multe saga sunt texte de o mare complexitate, create și transmise în formă scrisă. Ele apar spre sfârșitul secolului al XII-lea – după răspândirea culturii scrise în Islanda – și au, în câteva cazuri, autori cunoscuți.

## Teme

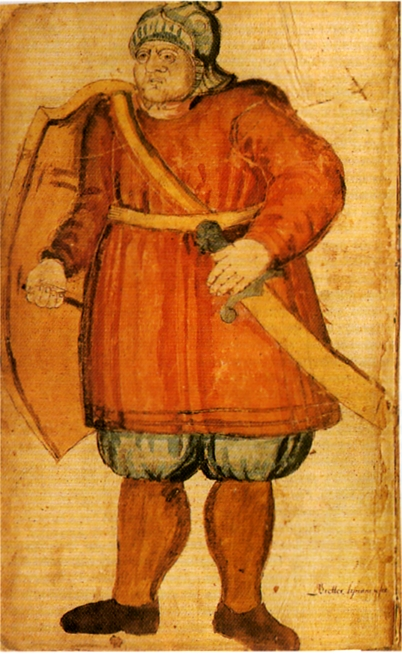
Imaginea lui Grettir din „Grettis saga Ásmundarson”

Din punct de vedere tematic, putem distinge între saga regale (konunga sögur), care prezintă viața și faptele regilor norvegieni, saga religioase (heilagra manna sögur, postola sögur și biskupa sögur), saga ale islandezilor (íslendinga sögur), în care sunt prezentate preponderent conflicte între persoane și familii din Islanda, saga ale contemporanilor (samtíðar sögur), care vorbesc despre islandezi și norvegieni de seamă ce au trăit în secolul al XIII-lea, și saga cavalerești (riddara sögur), în care se vorbește despre aventurile unor cavaleri cel mai adesea fictivi. Cele mai cunoscute și mai citite în ziua de azi sunt saga islandezilor, numite și „saga de familie”.

## Saga islandezilor
Saga Islandezilor desemnează mai ales acea categorie a creațiilor epice în proză scrise în Islanda medievală care prezintă biografia unor islandezi de seamă ce au trăit cu precădere între 930 și 1030, interval cunoscut sub numele de epocă Saga (Söguöld). Este vorba de un număr de aproximativ patruzeci de texte cunoscute sub numele de Saga ale islandezilor (Íslendinga sögur), care au fost scrise între secolul al XIII-lea și secolul al XV-lea.
Aceste saga au fost cultivate pe tot teritoriul locuit al Islandei. Cele mai cunoscute și apreciate saga sunt, în pătrarul de vest al insulei, „Saga despre Egill, fiul lui Grímr cel Pleșuv” (Egils saga Skallagrímssonar), „Saga despre frații de cruce” (Fóstbrœðra saga), „Saga despre Gísli, fiul lui Súr” (Gísla saga Súrssonar), „Saga despre Gunnlaugr – Limbă de Șarpe” (Gunnlaugs saga ormstunga), „Saga despre oamenii din Valea Somonului” (Laxdæla saga). În pătrarul de nord au fost scrise, printre altele, saga scalzilor Grettir (Grettis saga Ásmundarson), Hallfreðr (Hallfreðar saga) și Kormák (Kormáks saga). În pătrarul de est a fost scrisă celebra „Saga despre Hrafnkell, goði-ul zeului Frey” (Hrafnkels saga Freysgoða), iar în cel de sud cea mai îndrăgită și cunoscută saga islandeză, „Saga despre Njáll” (Brennu Njáls saga).
Pe lângă aceste texte de dimensiuni mai mari, s-au păstrat și numeroase þættir (la singular þáttr), episoade care prezintă doar o scurtă perioadă din viața unui personaj, povestiri care condensează o acțiune în câteva pagini. Astfel, „Povestirea despre Þiðrandi și Þórhall” (Þiðranda þáttur og Þórhalls) abia dacă depășește 1200 de cuvinte. Acțiunea acestor þættir este plasată în aceeași epocă saga, respectiv secolul al X-lea și începutul secolului al XI-lea. Majoritatea acestor scurte istorii au fost notate în culegerile de texte care prezintă viața și faptele regilor norvegieni.
Din punctul de vedere al istoricității, respectiv al ficționalității faptelor relatate, saga islandezilor se situează între saga istorice (saga regale, ale episcopilor etc.), în care predomină intenția istoriografică, și saga cavalerilor, „saga mincinoase”, în care ficțiunea nu este limitată de constrângerile raportării la evenimente istorice concrete. Saga islandezilor au un caracter hibrid, fiind un amestec de istoriografie și ficțiune în proporții variabile, putând fi considerate precursoare ale romanelor istorice. Ele pornesc întotdeauna de la evenimente istorice concrete, atestate și de izvoare neliterare, pe care le transfigurează și le prezintă cu mijloace specific literare.